# Villeneuve-sur-Verberie
Villeneuve-sur-Verberie é uma comuna francesa na região administrativa de Altos da França, no departamento de Oise. Estende-se por uma área de 8,16 km². Em 2010 a comuna tinha 669 habitantes (densidade: 82 hab./km²).